# Тайфунник макаулійський
Тайфу́нник макаулійський (Pterodroma cervicalis) — вид буревісникоподібних птахів родини буревісникових (Procellariidae). Мешкає в Тихому океані.

## Опис

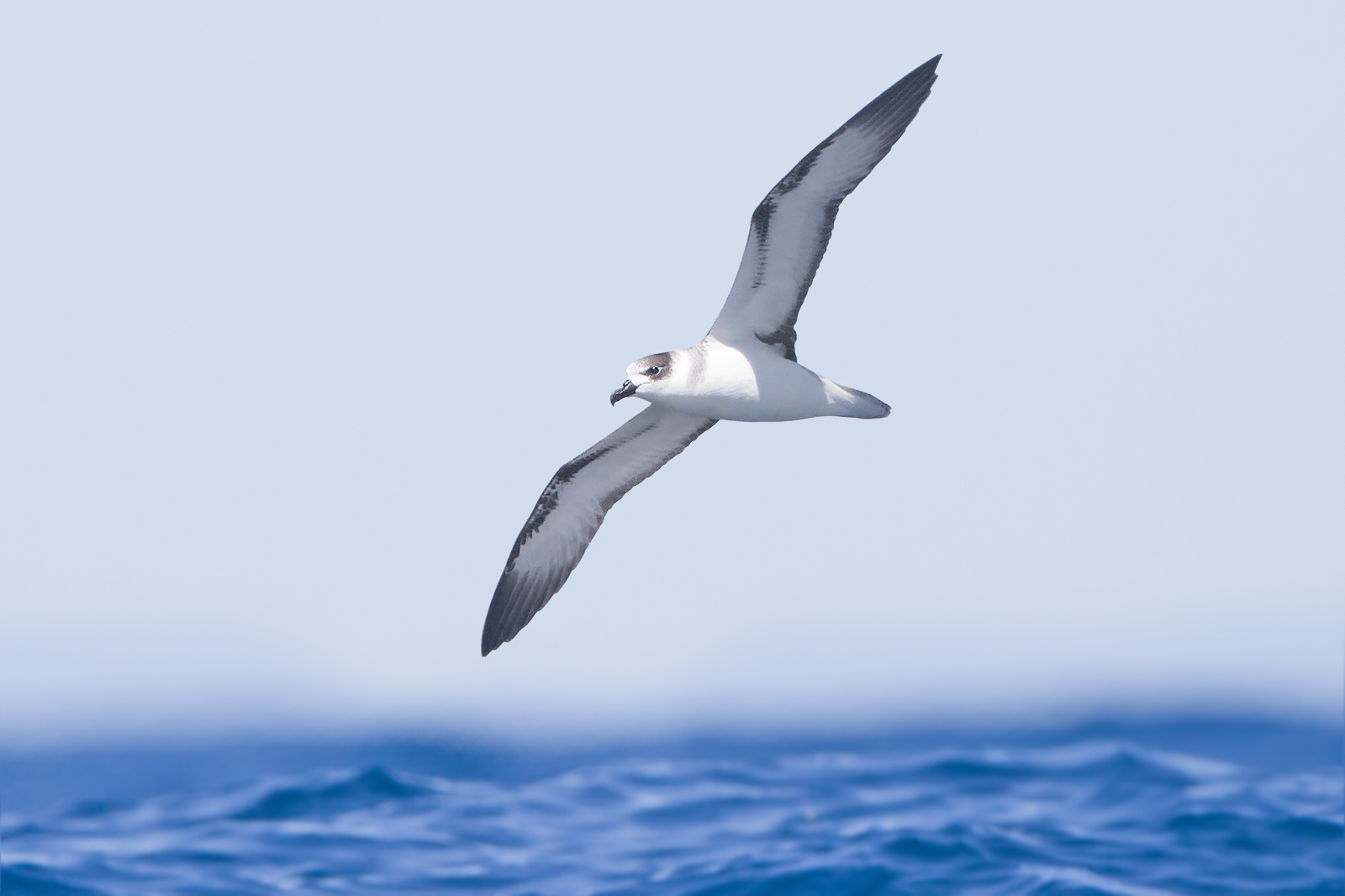
Макаулійський тайфунник

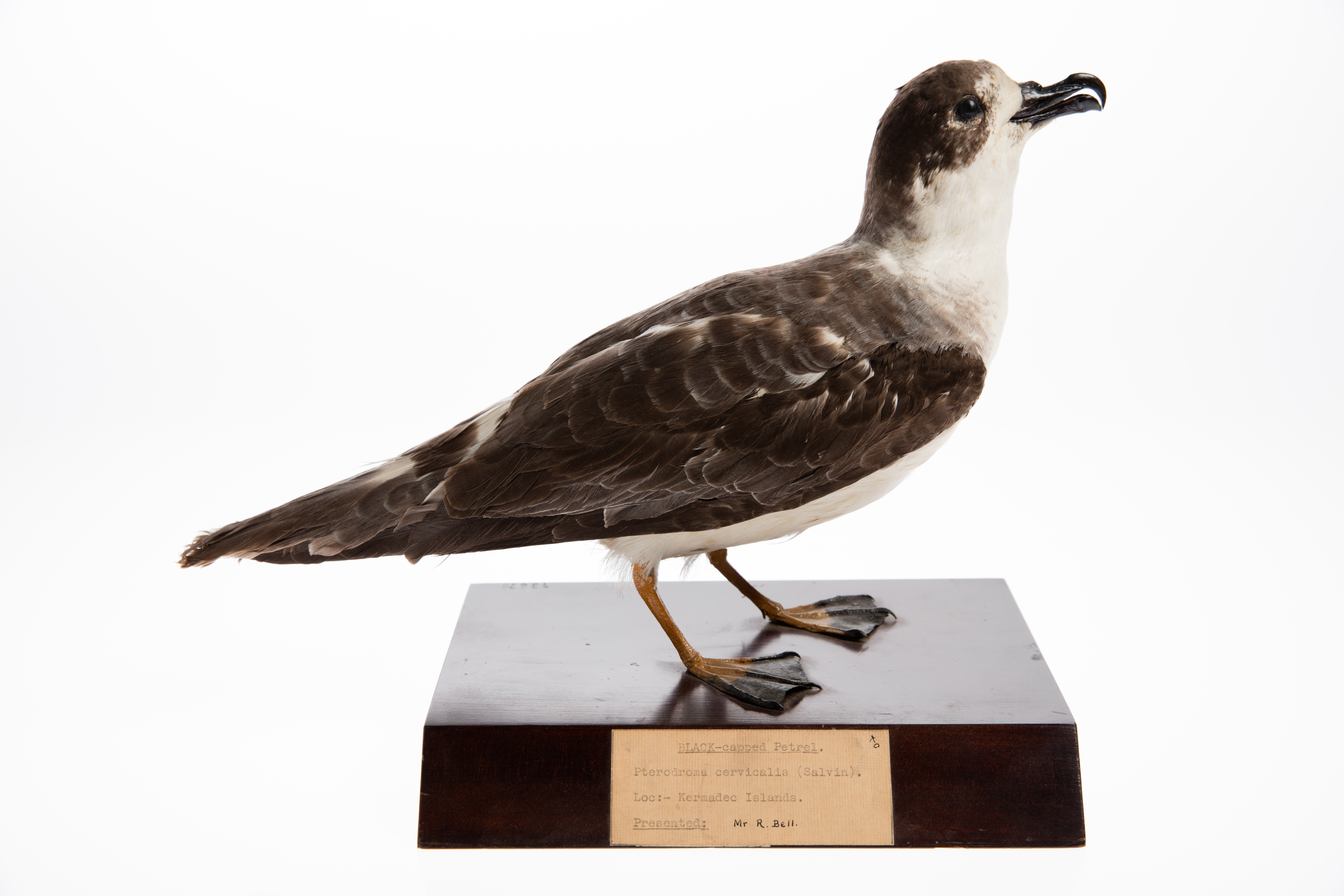
Макаулійський тайфунник

Макаулійський тайфунник — великий морський птах, середня довжина якого становить 43 см, розмах крил 95-105 см, вага 380-545 г. Верхня частина голови і обличчя навколо очей у нього чорнуваті, лоб, обличчя, решта голови і шия білі. Верхня частина тіла сіра, на крилах зверху є чорна М-подібна пляма. Нижня частина тіла переважно біла, на верхній частині грудей темний "напівкомір". Нижня сторона крил біла з чорними краями і кінчиками, від згину крила до його центра ідуть темні смуги.

## Поширення і екологія
Макаулійські тайфунники гніздяться переважно на острові Маколі в архіпелазі Кермандек, а також на острові Філіп поблизу острова Норфолк. Раніше вони також гніздилися на острові Руаль в архіпелазі Кермандек. Під час негніздового періоду вони широко зустрічаються в тропічних і субтропічних водах Тихого океану, зокрема спостерігалися на Гавайських островах.
Макаулійські тайфунники ведуть пелагічний спосіб життя, рідко наближуються до суходолу, за винятком гніздування. Вони живляться кальмарами, рибою і ракоподібними. Гніздяться серед трави і заростей папороті, на острові Філіп серед валунів і в тріщинах серед скель.

## Збереження
МСОП класифікує цей вид як вразливий. За оцінками дослідників, загальна популяція макаулійських тайфунників становить приблизно 150 тисяч птахів. Їм загрожує хижацтво з боку інтродукованих хижих ссавців, зокрема кішок і щурів.